# 35. Kavallerie-Brigade (Deutsches Kaiserreich)
Die 35. Kavallerie-Brigade war ein Großverband der Preußischen Armee.

## Geschichte
Im Zuge der Bildung des XVII. Armee-Korps wurde die Brigade durch Verordnung des Kriegsministeriums vom 1. Februar zum 1. April 1890 errichtet. Das Kommando befand sich in Graudenz. Die Brigade gehörte zur 35. Division und ihr waren zunächst das Kürassier-Regiment „Herzog Friedrich Eugen von Württemberg“ (Westpreußisches) Nr. 5 und das Ulanen-Regiment „von Schmidt“ (1. Pommersches) Nr. 4 unterstellt. Nach Beendigung der Herbstübungen 1901 kam das Husaren-Regiment „Fürst Blücher von Wahlstatt“ (Pommersches) Nr. 5 hinzu. 1906 veränderte sich das Unterstellungsverhältnis. Das Kürassier-Regiment „Herzog Friedrich Eugen von Württemberg“ (Westpreußisches) Nr. 5 und das Ulanen-Regiment „von Schmidt“ (1. Pommersches) Nr. 4 kamen zur neu errichteten 41. Kavallerie-Brigade und der 35. Kavallerie-Brigade wurde dafür das neu gebildete Jäger-Regiment zu Pferde Nr. 4 unterstellt.
Mit Ausbruch des Ersten Weltkriegs wurde die Brigade aufgelöst. Das Husaren-Regiment „Fürst Blücher von Wahlstatt“ (Pommersches) Nr. 5 trat als Divisionskavallerie zur 36. Infanterie-Division, das Jäger-Regiment zu Pferde Nr. 4 zur 35. Infanterie-Division.

## Kommandeure
| Dienstgrad          | Name                            | Datum                                                           |
| ------------------- | ------------------------------- | --------------------------------------------------------------- |
| Oberst              | Ludwig von Naso                 | 01. April 1890 bis 17. Januar 1891 (mit der Führung beauftragt) |
| Oberst/Generalmajor | Hermann von Kaisenberg          | 18. Januar 1891 bis 14. Juli 1893                               |
| Oberst              | Hugo von Sichart                | 15. Juli 1893 bis 12. Mai 1895                                  |
| Oberst/Generalmajor | Oskar von Rabe                  | 13. Mai 1895 bis 15. Juni 1900                                  |
| Oberst/Generalmajor | Dietrich von Werder             | 16. Juni 1900 bis 17. Juli 1902                                 |
| Oberst/Generalmajor | Theodor von Wernitz             | 18. Juli 1902 bis 22. März 1907                                 |
| Oberst/Generalmajor | Friedrich Rüdiger von Hertzberg | 23. März 1907 bis 22. September 1911                            |
| Oberst/Generalmajor | Fritz von Unger                 | 23. September 1911 bis 1. August 1914                           |